# ایران در مسابقات جهانی دو و میدانی ۲۰۱۳
ایران در مسابقات جهانی دو و میدانی ۲۰۱۳ که از ۱۰ اوت تا ۱۸ اوت ۲۰۱۳ در مسکو، روسیه برگزار شد، شرکت کرد.تیمی متشکل از ۵ نفر، نمایندگان ایران در این رقابت‌ها بودند.

## نتایج
| راهنما: | q | واجد شرایط | SB | بهترین رکورد فصل(سال) شخص | NM | بدون امتیاز. | DNS | شروع نکرد. | DQ | رد صلاحیت شده است. |

### مردان

#### رویدادهای دو و جاده‌ای
| ورزشکار         | رویداد                       | مقدماتی | مقدماتی | گروهی | گروهی | نیمه‌نهایی  | نیمه‌نهایی  | نهایی      | نهایی      |
| ورزشکار         | رویداد                       | زمان    | رتبه    | زمان  | رتبه  | زمان       | رتبه       | زمان       | رتبه       |
| --------------- | ---------------------------- | ------- | ------- | ----- | ----- | ---------- | ---------- | ---------- | ---------- |
| رضا قاسمی       | ۱۰۰ متر                      |         |         | ۱۰٫۴۶ | ۴۱    | صعود نکرد. | صعود نکرد. | صعود نکرد. | صعود نکرد. |
| حسن تفتیان      | ۱۰۰ متر                      |         |         | ۱۰٫۵۷ | ۴۸    | صعود نکرد. | صعود نکرد. | صعود نکرد. | صعود نکرد. |
| ابراهیم رحیمیان | بیست کیلومتر پیاده روی مردان | —       | —       | —     | —     | —          | —          | DQ         | -          |

#### رویدادهای میدانی
| ورزشکار     | رویداد     | مقدماتی | مقدماتی | نهایی      | نهایی      |
| ورزشکار     | رویداد     | امتیاز  | رتبه    | امتیاز     | رتبه       |
| ----------- | ---------- | ------- | ------- | ---------- | ---------- |
| محمود صمیمی | پرتاب دیسک | ۵۷٫۷۷   | ۲۸      | صعود نکرد. | صعود نکرد. |

### زنان

#### رویدادهای میدانی
| ورزشکار   | رویداد     | مقدماتی | مقدماتی | نهایی      | نهایی      |
| ورزشکار   | رویداد     | امتیاز  | رتبه    | امتیاز     | رتبه       |
| --------- | ---------- | ------- | ------- | ---------- | ---------- |
| لیلا رجبی | پرتاب وزنه | DNS     | -       | صعود نکرد. | صعود نکرد. |